# نیپن پینت
نیپون پینت(به انگلیسی: Nippon Paint) شرکتی ژاپنی و فعال در حوزه رنگ‌های صنعتی و پوشش‌های حفاظتی است. این شرکت در سال ۱۸۸۱ میلادی تأسیس شد و در حال حاضر یکی از بزرگترین شرکت‌های رنگ سازی آسیا است. نیپون در سال ۲۰۱۳ با فروشی بالغ بر ۲٫۳۰۵ میلیارد دلار در رتبه ۱۱ ام بزرکترین شرکت‌های رنگ سازی جهان قرار گرفت. دفتر مرکزی این شرکت در اوزاکا ژاپن قرار دارد.